# Linea 8 (metropolitana di Seul)
La linea 8 della metropolitana di Seul è una linea di metropolitana che è stata costruita fra il 1990 e il 1999 e serve principalmente la zona sud orientale delle città di Seul e Seongnam, in Corea del Sud. La tratta fra Jamsil e Amsa è stata aperta nel luglio 1999.
È prevista un'espansione a oriente verso la città di Guri, oltre il fiume Han, i cui lavori inizieranno nel 2014 per completarsi nel 2023. La linea raggiungerà la nuova stazione di Byeollae, sulla linea Gyeongchun.

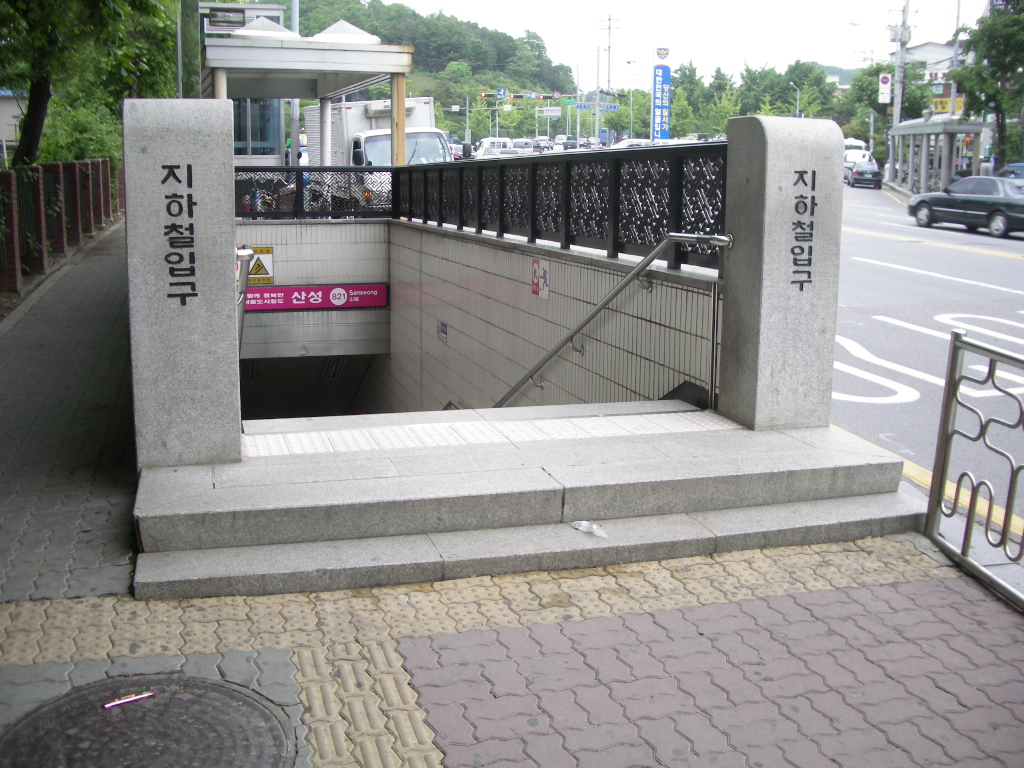
Ingresso alla stazione di Sanseong

## Fermate
| Codice | Stazione            | Hangul         | Hanja          | Interscambi     |
| ------ | ------------------- | -------------- | -------------- | --------------- |
| 810    | Amsa                | 암사역         | 岩寺驛         |                 |
| 811    | Cheonho             | 천호역         | 千戸驛         | ● Linea 5       |
| 812    | Gangdong-gucheong   | 강동구청역     | 江東區廳驛     |                 |
| 813    | Mongchontoseong     | 몽촌토성역     | 夢村土城驛     |                 |
| 814    | Jamsil              | 잠실역         | 蠶室驛         | ● Linea 2       |
| 815    | Seokchon            | 석촌역         | 石村驛         | ● Linea 9       |
| 816    | Songpa              | 송파역         | 松坡驛         |                 |
| 817    | Garak-sijang        | 가락시장역     | 可樂市場驛     | ● Linea 3       |
| 818    | Munjeong            | 문정역         | 文井驛         |                 |
| 819    | Jangji              | 장지역         | 長旨驛         |                 |
| 820    | Bokjeong            | 복정역         | 福井驛         | ■ Linea Bundang |
| 821    | Sanseong            | 산성역         | 山城驛         |                 |
| 822    | Namhansanseong-ipku | 남한산성입구역 | 南漢山城入口驛 |                 |
| 823    | Dandaegeori         | 단대오거리역   | 丹岱五거리驛   |                 |
| 821    | Sinheung            | 신흥역         | 新興驛         |                 |
| 822    | Sujin               | 수진역         | 壽進驛         |                 |
| 823    | Moran               | 모란역         | 牡丹驛         | ■ Linea Bundang |

### In progetto (2023)
| Codice | Stazione     | Hangul   | Hanja    | Interscambi              | Posizione          |
| ------ | ------------ | -------- | -------- | ------------------------ | ------------------ |
| 810    | Amsa         | 암사     | 岩寺     |                          | Gangdong-gu Seul   |
| 809    | Seonsa       | 선사     | 先史     |                          | Gangdong-gu Seul   |
| 808    | Topyeong     | 토평     | 土坪     |                          | Guri Gyeonggi      |
| 807    | Guri         | 구리     | 九里     | ■ Linea Gyeongui-Jungang | Guri Gyeonggi      |
| 806    | Domae Sijang | 도매시장 | 都賣市場 |                          | Guri Gyeonggi      |
| 805    | Jingeon      | 진건     | 眞乾     |                          | Namyangju Gyeonggi |
| 804    | Byeollae     | 별내     | 別內     | ■ Linea Gyeongchun       | Namyangju Gyeonggi |